# Metropolitan Life Insurance Company Tower
La Metropolitan Life Insurance Company Tower (più brevemente Met Life Tower) al numero One Madison Avenue, New York è stato il più alto edificio del mondo dal 1909 al 1913, sorpassato poi dal Woolworth Building. Come chiarisce l'indirizzo, il grattacielo si trova nel lato sud di Madison Avenue, attraversando la strada da Madison Square Park. È registrato come appartenente al National Historic Landmark e inserito nel registro National Register of Historic Places il 6 febbraio 1978. Il resto del complesso fu aggiunto al National Register il 19 gennaio 1996.

## Storia

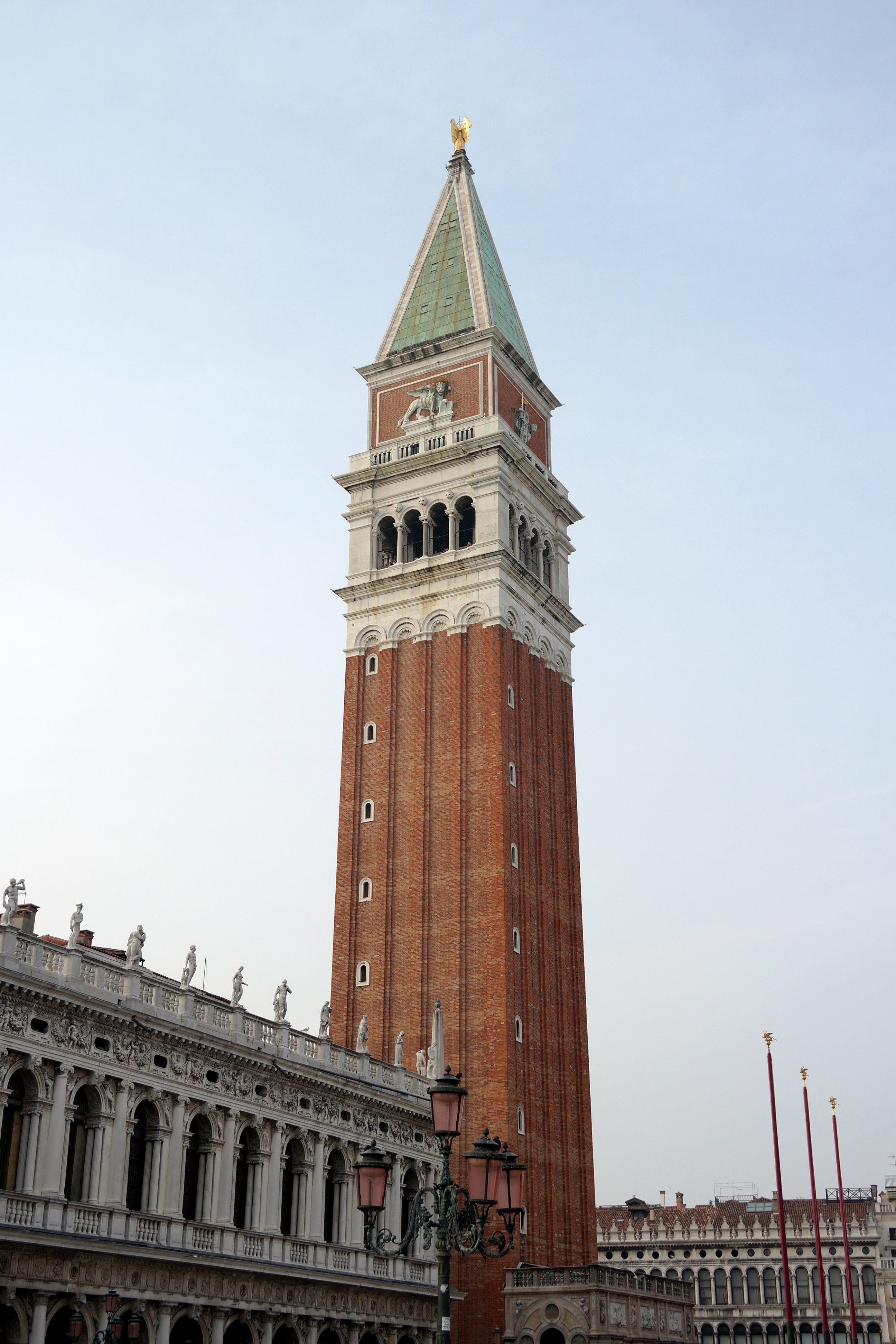
Il Campanile di San Marco a Venezia

Il grattacielo è una aggiunta posteriore all'originale edificio per uffici, di 11 piani, la "East Wing" - Ala Est. L'edificio invece fu completato nel 1893 e ne fu annunciato il progetto del grattacielo già nel 1905.
Quando il grattacielo fu commissionato dalla Metropolitan Life Insurance Company, nel 1907, fu scelto come modello il Campanile di San Marco di Venezia, e fu utilizzato come quartier generale della Compagnia fino al 2005.
Napoleon LeBrun & Sons disegnarono la torre di 52 piani alta 213 m, più del doppio della sua controparte italiana e completarono l'opera nel 1909 con l'aiuto della Hedden Construction Company. L'edificio è stato il più alto al mondo fino al 1913, anno in cui fu terminata la costruzione del Woolworth Building che superò in altezza la MetLife Tower.
Il grattacielo mostra quattro orologi, uno per facciata. Ogni orologio presenta un diametro di 26.5 piedi (circa 8 metri) e i numeri sono alti 4 piedi (1,2 metri circa). Le lancette pesano mezza ton ciascuna (una ton statunitense equivale a 907.18474 kg).
Originariamente la torre era ricoperta da marmo Tuckaohe ma durante la ristrutturazione del 1964 si preferì utilizzare lastre calcaree per ricoprire sia la torre che l'Ala Ovest cambiando il vecchio stile rinascimentale con uno più moderno. Fu anche rimossa la maggior parte degli ornamenti originali.
Una nuova ristrutturazione, che vide gran parte dell'edificio ricoperto da ponteggi per tre anni, ebbe termine nel 2002 e aggiunse un nuovo sistema computerizzato di illuminazione notturna molto simile a quello dell'Empire State Building; i colori delle luci cambiano in relazione a feste particolari o a importanti eventi. La cupola posta alla sommità è una "luce permanente" che rimane accesa anche quando le luci del resto dell'edificio vengono spente per la notte.

Nel marzo del 2005 la "SL Green Realty Trust" acquistò l'edificio con l'intenzione di convertirlo ad uso abitativo. Nel 2007 è stato nuovamente venduto, assieme agli adiacenti diritti di edificazione, per 200 milioni di dollari alla "Africa Israel Investments". È materia di speculazione se il grattacielo verrà trasformato in appartamenti o un albergo di alto livello.

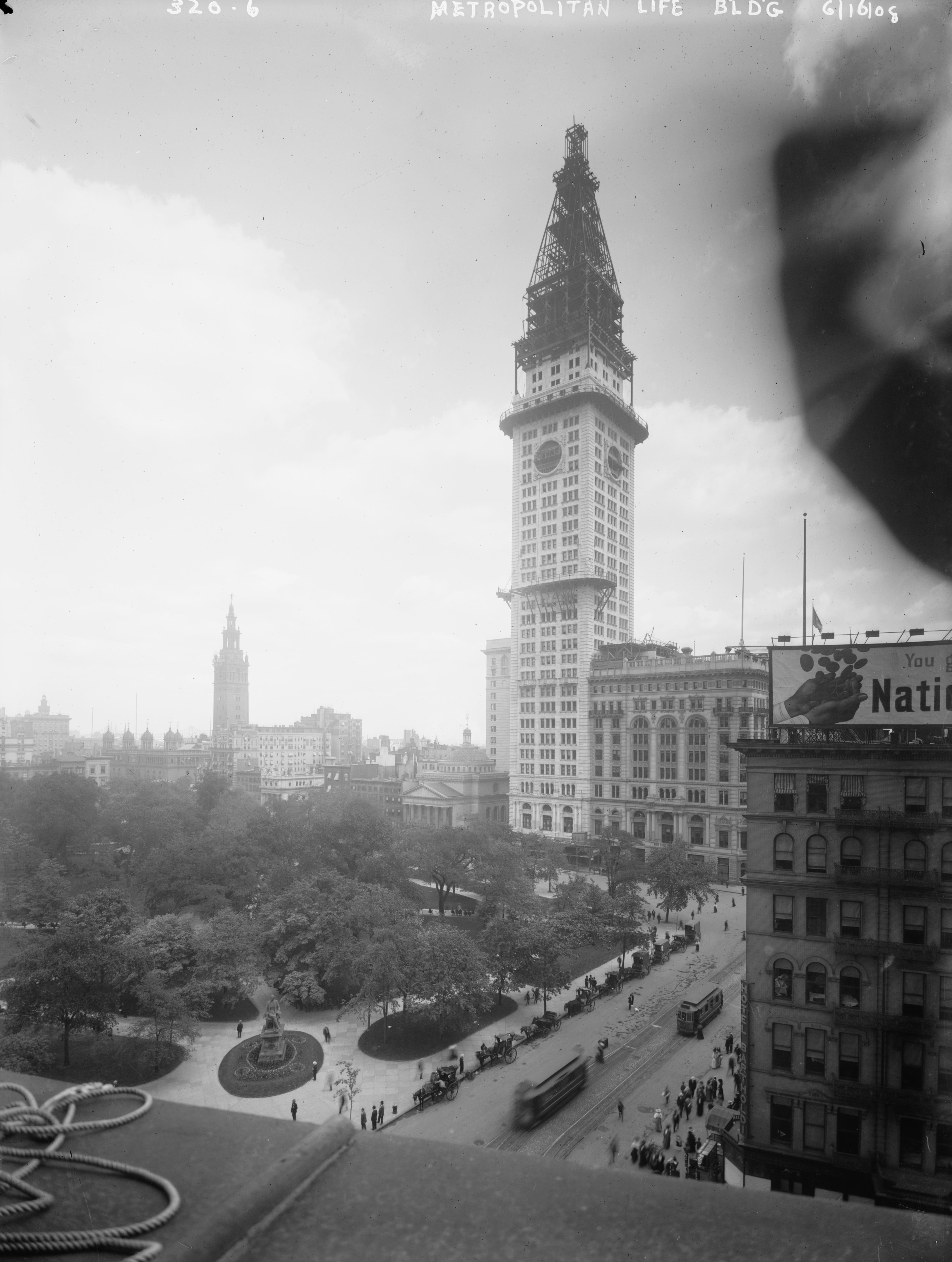
Il grattacielo in costruzione

### North Building (11 Madison Avenue)
Dalla fine degli anni '20 del secolo scorso la Met Life Tower del 1909 e la North Annex del 1919 divennero troppo piccoli per contenere le sempre crescenti attività della Metropolitan Life Insurance Company. Per la sua espansione la Compagnia pensò di costruire un edificio delle dimensioni di un isolato compreso fra la 24° e la 25° Strada Est.
L'architetto Harvey Wiley Corbett, cresciuto accademicamente all'Ecole des Beaux Arts, abbandonò il suo posto al gruppo di designer del Rockefeller Center per iniziare la progettazione nel 1928. Il progetto finale per il nuovo edificio fu una torre telescopica di 100 piani.
Purtuttavia, lo scatenarsi della Grande Depressione del 1929 frenò i progetti della compagnia per un grattacielo gigante e ripiegarono sulla costruzione di solo una parte dell'edificio. L'edificio che oggi vediamo doveva essere solo la base, di 32 piani, dell'intero grattacielo ed è stato costruito con la resistenza strutturale e la quantità di ascensori necessaria ad un successivo completamento. Vi sono, in effetti, progetti per aggiungere a questa "base" gli altri piani necessari per "completare" la torre.
Una società immobiliare israeliana, la "Elad Properties" ha presentato richiesta di aggiungere altri 75 piani e se il progetto va a buon fine, l'edificio arriverà ad un'altezza di 899 piedi (274 metri).

## Galleria d'immagini

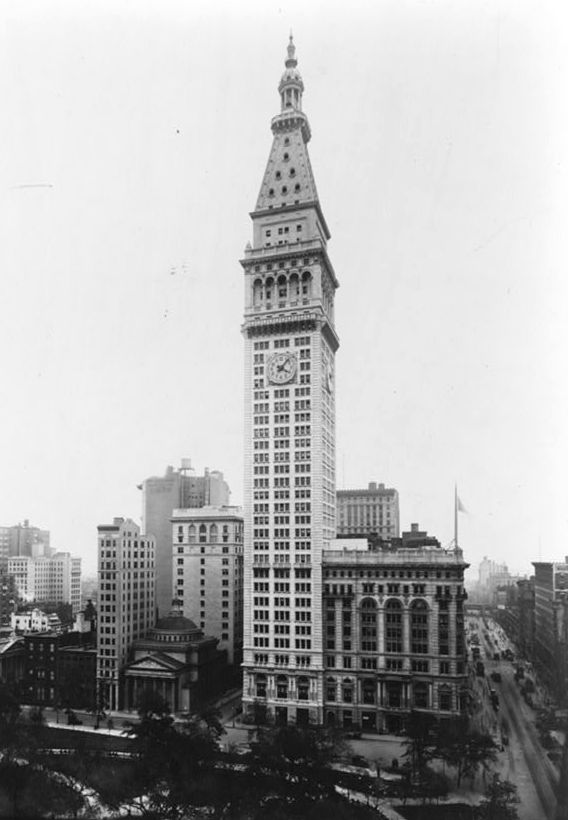
Il grattacielo nel 1911
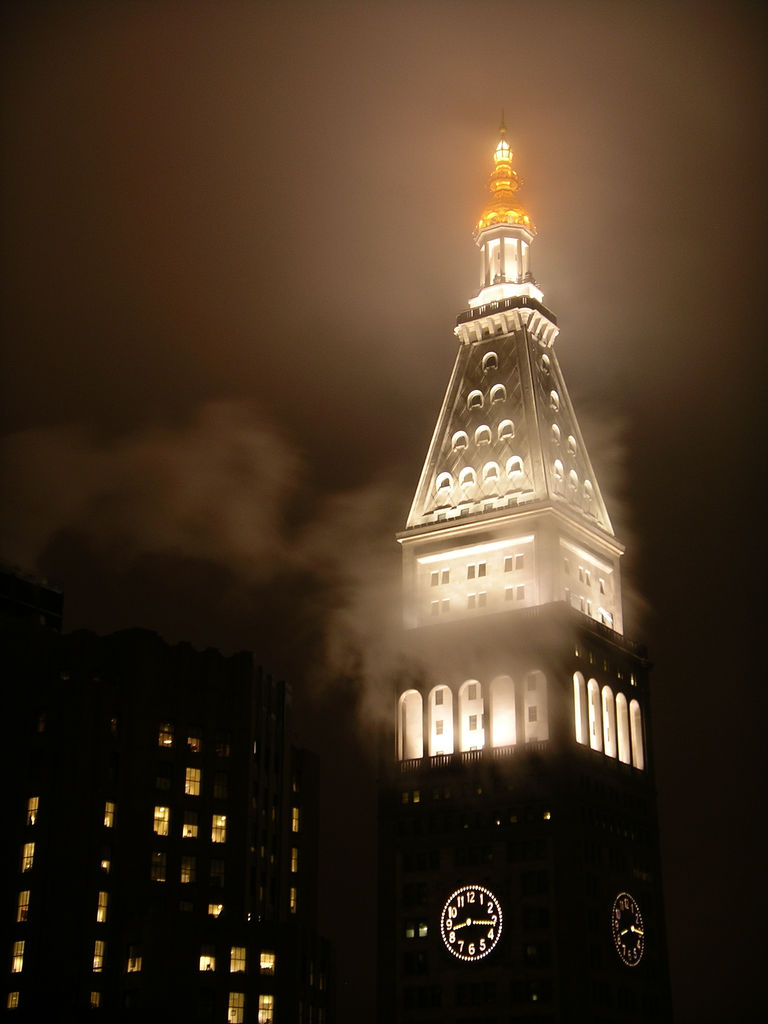
La Torre tra luci e nebbia
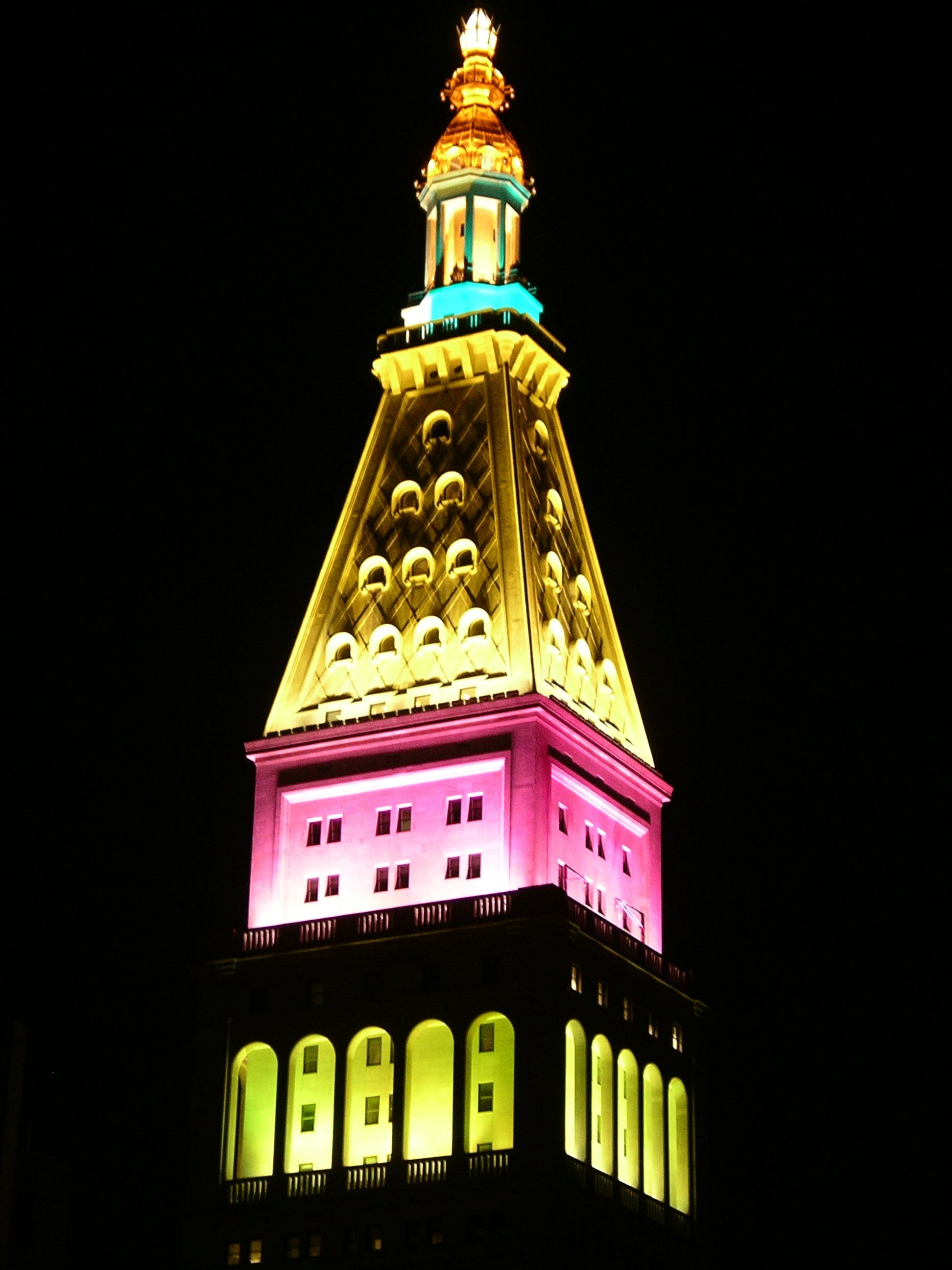
La sommità variamente colorata.
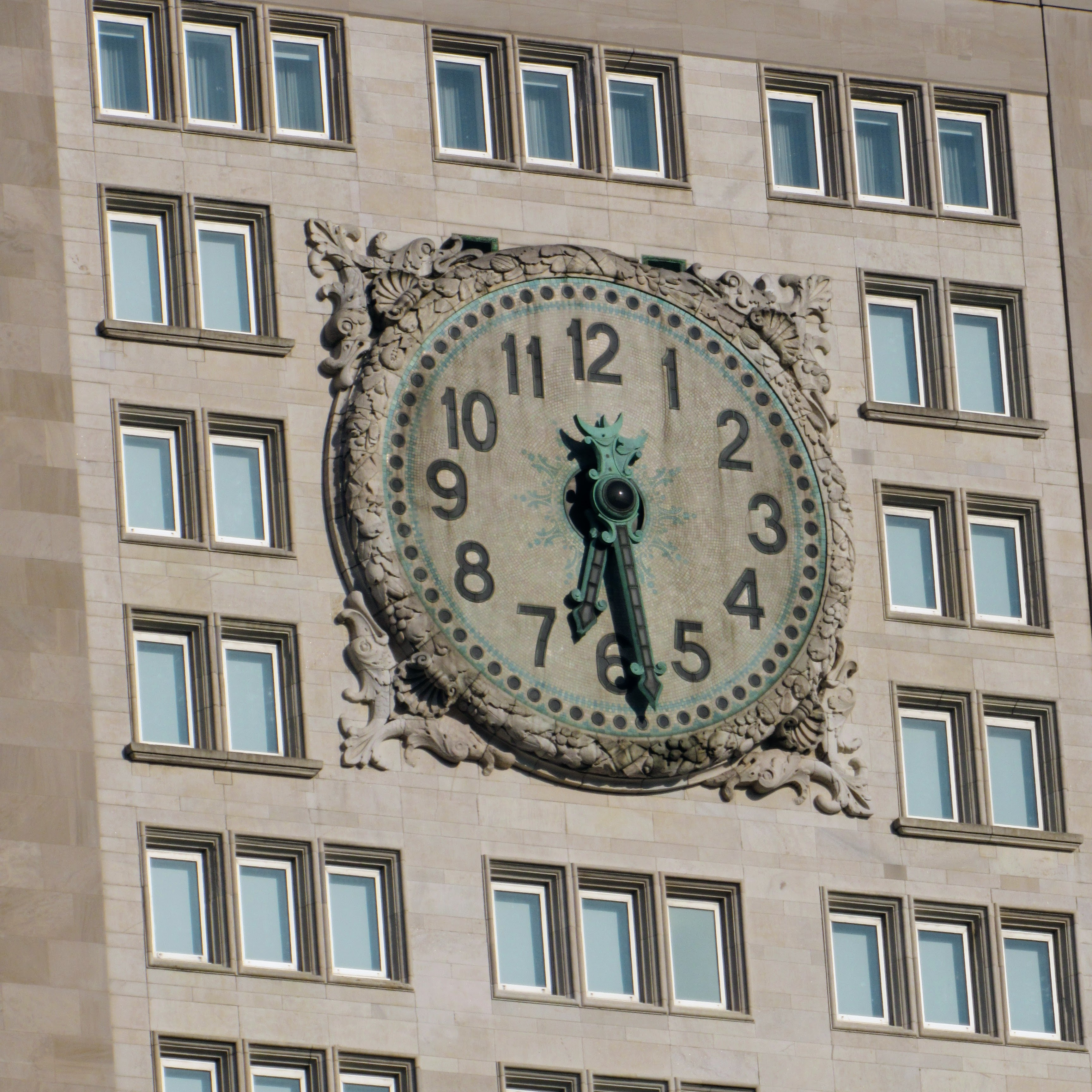
Dettaglio dell'orologio